# Bistonowie

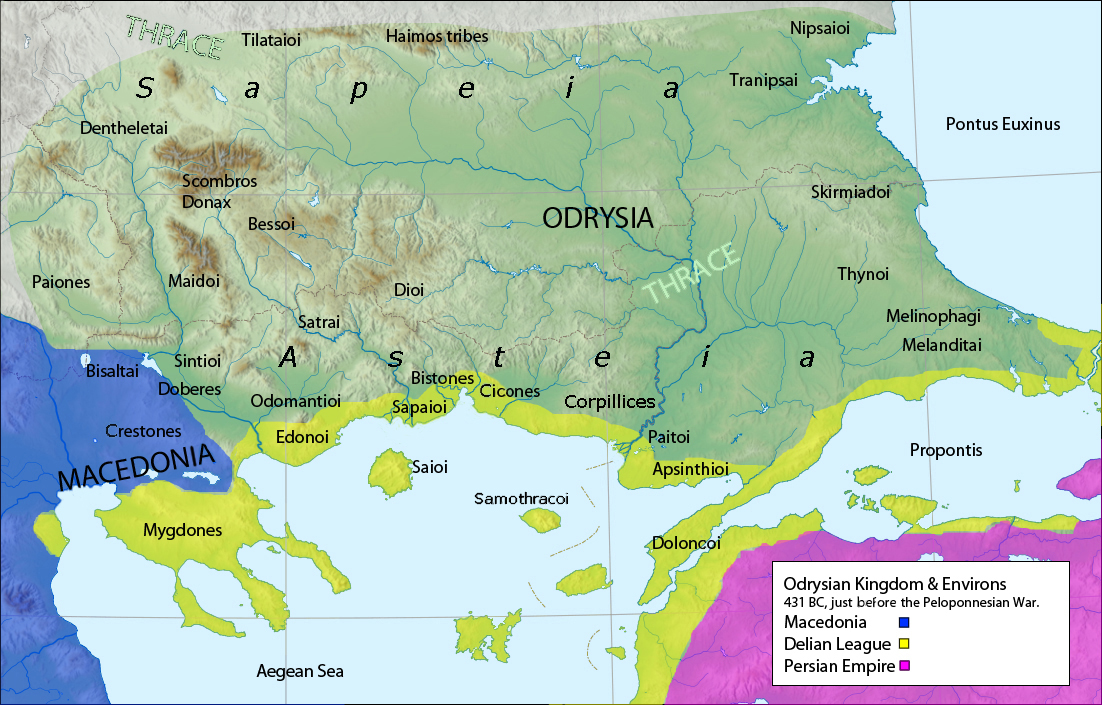
Na mapie jako Bistones

Bistonowie (Bistones) – lud tracki zamieszkujący obszary nad jeziorem Bistonis (Stagnum Bistonum).